# جوزف صايغ
جوزيف صايغ (ولد في زحلة عام 1928، توفي في باريس في 5 نوفمبر 2020) هو شاعر ومفكر لبناني.

## نشأته وتعليمه
ولد في حارة الراسية في بلدة زحلة في لبنان عام 1928، وتلقى تعليمه الابتدائي والثانوي في الكلية الشرقية فيها، ثم في الكلية العلمانية الفرنسية في بيروت. اكمل دراسته في الجامعة اللبنانية عام 1952 ثم في الأكاديمية اللبنانية عام 1953. . انتقل إلى باريس في 1954 ونال من جامعة السوربون في باريس الدكتوراه في علم الاجتماع الأدبي بعنوان: “الظاهرة الاجتماعية الشعرية في وادي زحلة”، باشراف جاك بيرك.، وعمل في التعليم والصحافة. عيّن ملحقاً ثقافيا في مندوبية لبنان الدائمة لدى اليونيسكو، وشارك بهذه الصفة في مؤتمرات دولية مختلفة.

## مسيرته الأدبية
بدأ في الكتابة منذ العام 1946، وأسس عام 1950 الرابطة الفكرية في زحلة وكان عضوا في مجلس قضاء زحلة الثقافي، وعمل في الصحافة وانتاج البرامج الثقافية في وكتب في جريدتي “البلاد” و«النهار»، وكذلك لمجلة إذاعة لبنان، وأسس ملحق جريدة الأنوار الأدبي.إذاعة باريس العربية.
عاد إلى لبنان ودرّس في الجامعة اللبنانية وأسس دار نشر «التعاونية اللبنانية»، واقترحه وزير الإعلام الليناني آنذاك غسان تويني مديرا للبرامج في الإذاعة، إلا أن ذلك لم يتم.
عاد إلى باريس ليعمل ملحقا ثقافيا للبنان في اليونيسكو، كما درّس في جامعتي باريس وفلورنسا، وكتب في النهار العربي والدولي في باريس في الأعوام 1978- 1980.
وفي 1991 أسس المؤسسة العالمية للمؤلفين باللغة العربية. وهو عضو في المؤسسة العالمية للعلاقات الثقافية – باريس.

## أعماله

### دواوين شعرية
- قصور في الطفولة، 1964
- المصابيح ذات مساء، 1972
- كتاب آن ـ كولين، التعاونية اللبنانية للتأليف والنشر، بيروت، 1974
- العاشق، التعاونية اللبنانية للتأليف والنشر، بيروت، 1988
- ثلاثيات، التعاونية اللبنانية للتأليف والنشر، بيروت،
- القصيدة باريس، 1992
- الديوان الغربي، التعاونية اللبنانية للتأليف والنشر، بيروت، 1993
- الرقم واللازورد

وقد صدرت أعماله الشعرية الكاملة في أربعة مجلدات عن دار النهار للنشر، بيروت، 2005

### أعمال نثرية
- معيار وجنون، 2007
- مجرة الحروف، 2007
- سعيد عقل.... وأشياء الجمال، دار النهار للنشر، 2009
- حوار مع الفكر الغربي، دار نلسن، 2012
- الوطن المستحيل، 2013
- ضريح للقرن العشرين، دار نلسن، 2017
- يوميات بلا أيام، دار نلسن، 2019

### ترجمات
- أرض البشر، للكاتب الفرنسي أنطوان دو سانت ايكزوبيري، الهيئة المصرية العامة للكتاب، 2012

## وفاته
توفي في باريس في 5 نوفمبر 2020، وأقيم له قداس في كنيسة سيدة لبنان في باريس ودفن في مقبرة بييرغرينييه في بولونيا-بيلانكورت، تمهيدا لنقله عندما تسمح الظروف ليدفن في زحلة كما أوصى.

## تكريم
- حائز على وسام الفنون والآداب الفرنسي بدرجة «ضابط»
- حائز على وسام الأرز اللبناني.[2]
- أصدرت الجامعة الأميركية للعلوم والتكنولوجيا (AUST) عام 2012 في سلسلة منشوراتها «الذاكرة اللبنانية» كتابا بعنوان «جوزف صايغ في مراياهم»، الذي يضن شهادات في الشاعر جوزف صايغ من أدباء وشعراء ونقّاد عرب وعالميين، وعرض الكتاب في حفل تكريم بحضوره.[6]
- عام 2014 كرمته بلدية زحلة بتمثال نصفي له في حديقة الشعراء